# Vig-Mnelë
Vig-Mnelë is een plaats en voormalige gemeente in de stad (bashkia) Vau i Dejës in de prefectuur Shkodër in Albanië. Sinds de gemeentelijke herindeling van 2015 doet Vig-Mnelë dienst als deelgemeente en is het een bestuurseenheid zonder verdere bestuurlijke bevoegdheden. De plaats telde bij de census van 2011 1.509 inwoners.